# Пеано, Джузеппе
Джузе́ппе Пеа́но (итал. Giuseppe Peano /dʒuˈzɛppe/; 27 августа 1858 — 20 апреля 1932) — итальянский математик. Внёс вклад в математическую логику, аксиоматику, философию математики. Создатель вспомогательного искусственного языка латино-сине-флексионе. Более всего известен как автор стандартной аксиоматизации натуральной арифметики — арифметики Пеано.
Автор более 200 книг и статей, он был одним из основателей математической логики и теории множеств.

## Биография

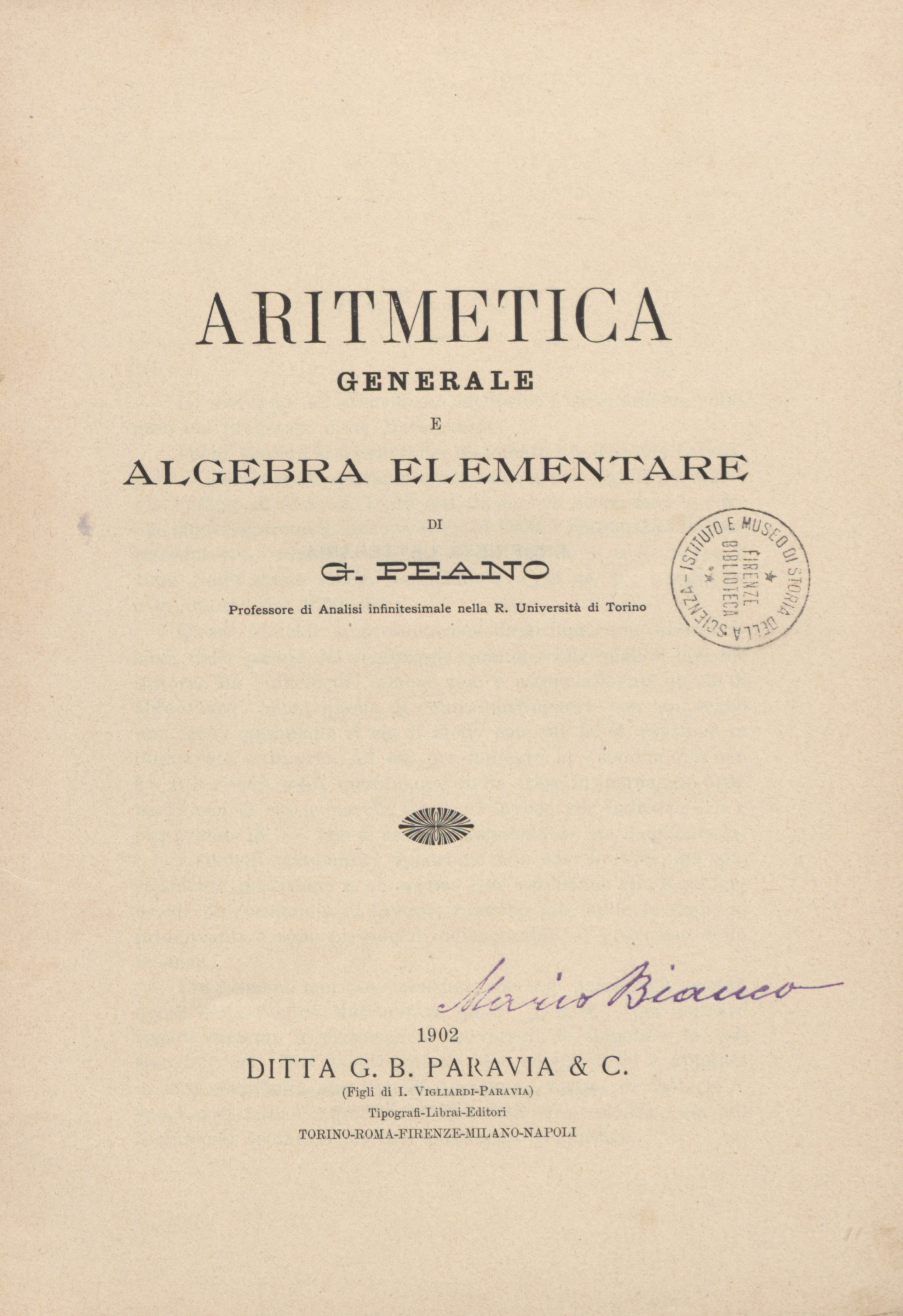
Aritmetica generale e algebra elementare, 1902

Пеано родился и вырос на ферме в Спинетте. По окончании лицея поступил в Туринский университет в 1876 году, который окончил в 1880 году с отличием. Работал там же (с 1890 года — профессор), пионер и пропагандист символической логики. Исследовал основные понятия и утверждения анализа (вопросы о возможно более широких условиях существования решений дифференциальных уравнений, понятие производной и другие). Занимался формально-логическим обоснованием математики. Пеано и его ученики (Фано, Пиери), воплощая идеи Лейбница, изложил математику в точной символической форме, без слов. Пеано — один из создателей современной математической логики. Его логическая теория занимает промежуточное положение между алгебраическими системами Ч. Пирса и Э. Шрёдера, с одной стороны, и функциональным подходом Г. Фреге и Б. Рассела, с другой. Пеано принадлежит одна из первых дедуктивных систем логики высказываний.
Важный вклад внёс Пеано в арифметику, создав в 1889 году систему аксиом натурального ряда чисел, которая теперь называется системой аксиом Пеано, а также в геометрию, установив основы, на которых можно осуществить логическое построение геометрии Евклида.
Пеано первый построил непрерывную жорданову кривую, полностью заполняющую квадрат (кривая Пеано).
В линейной алгебре он первым дал аксиоматическое определение n-мерного линейного пространства.
В 1887 году Пеано ввёл очень общее понятие векторнозначных функций точечных множеств и определил для них понятие производной и интеграла, которые при соответствующих уточнениях могут рассматриваться теперь как понятие производной одной функции множества по другой и интеграла Лебега — Стилтьеса.
Пеано также создал международный искусственный язык латино-сине-флексионе, который был упрощённой формой латыни, над которым работал в 1903—1904 годах.
Более всего Пеано известен как автор стандартной аксиоматизации натуральной арифметики — арифметики Пеано.
Ряд натуральных чисел — довольно тонкая структура математики, которая гораздо сложнее, чем большинство других первичных понятий, хотя оно и является простейшим математическим понятием.
Натуральные числа возникли естественным образом, возможно, ещё в доисторические времена при счёте предметов, потому и «натуральные», что ими обозначались реальные неделимые объекты. Во времена Пифагора, в процессе философского осмысления и переосмысления исходного предметного содержания, арифметическое понятие числа подверглось глубокой теоретической переработке. Философская переработка натурального числа выразилась в том, что оно было универсализировано как всеобщее понятие, оно было абсолютизировано как основа всего сущего и оно стало трактоваться не как внешняя, а как внутренняя характеристика всех вещей и явлений.
Каждый, кто учился в школе, знает, что в геометрии есть аксиомы. Полный список аксиом геометрии довольно длинный и поэтому в деталях не изучается, и упоминаются лишь те аксиомы, которые необходимы с точки зрения методики обучения математике. А как обстоит дело с аксиомами арифметики? У многих с арифметикой ассоциируется прежде всего таблица умножения, но вряд ли кто-нибудь когда-нибудь доказывал в школьном курсе её правильность. Можно даже задать такой вопрос: «Почему для натуральных чисел справедливы законы арифметических действий?» Так уж традиционно повелось, что в школе не говорят о том, что арифметика тоже может быть построена на основе аксиом, подобно тому, как это делается в геометрии.
Почему же, имея перед собой выдающийся образец дедуктивного изложения геометрии, воплощённый ещё в «Началах» Евклида, в котором, несмотря на все недостатки, математики примерно до конца XVIII века видели идеал математической строгости, они не предприняли попыток логически обосновать арифметику?
Во-первых, фундаментальная причина связана с гносеологической проблемой обоснования математики. Вместо того чтобы, начав с целых и рациональных чисел, перейти к иррациональным и комплексным числам, а затем к алгебре и математическому анализу, так уж исторически сложилось, что события в последовательном обосновании математики развивались в обратном порядке. После доказательства в начале прошлого века теорем Гёделя о неполноте стало понятно, что все это было вовсе не случайно. Во-вторых, можно указать и на то, что до второй половины XIX века обоснование основных утверждений и алгоритмов арифметики натуральных чисел, а также правил арифметических действий можно было осуществить без её аксиоматизации.
Математическая строгость характеризует доказательство с его формальной стороны, с точки зрения корректности определений, полноты посылок и независимости принятых аксиом. Значительную роль в достижении математической строгости «основных законов арифметики» сыграл как раз Джузеппе Пеано.
Известно, что он серьёзно интересовался философией, например, в 1900 году он участвовал в Международном философском конгрессе в Париже. Даже чисто математические работы Пеано всегда были посвящены принципиальным философским проблемам, что шло вразрез со стремлением к специализации научного знания, характерным для того времени.
Занимаясь преподаванием математики, Пеано обнаружил недостаточность математической строгости существовавших тогда арифметических доказательств, требующих усовершенствования оснований математики. Аксиоматизация арифметики — это нечто противоположное метафизике, так как особая черта математического знания состоит в том, что в процессе своего становления оно сливается с уже добытыми фактами и тем самым становится логически равнозначным этим фактам. Аксиоматический подход предполагает получение всевозможных следствий из некоторой системы аксиом по универсальным законам логики. Поэтому он позволяет изучать все модели исходной системы аксиом одновременно.
Аксиомы Пеано являются исторически первой из систем аксиом для натуральных чисел. Аксиомы Пеано позволили формализовать арифметику. После введения аксиом стали возможны доказательства многих свойств натуральных и целых чисел, а также использование целых чисел для построения формальных теорий рациональных и вещественных чисел.
В аксиоматике Пеано первоначальные понятия: множество натуральных чисел (обозначается {\displaystyle \mathbb {N} }), единица (обозначается 1), следующее число (следующее для числа n обозначается n'). Пеано определил натуральный ряд чисел следующими пятью аксиомами:
1. в {\displaystyle \mathbb {N} } существует натуральное число 1, называемое единицей;
2. за каждым натуральным числом n непосредственно следует однозначно определённое натуральное число n', называемое следующее за n;
3. единица, то есть натуральное число 1, непосредственно не следует ни за каким натуральным числом;
4. каждое натуральное число непосредственно следует не более чем за одним натуральным числом;
5. любое (нестрогое) подмножество {\displaystyle \mathbb {M} } множества {\displaystyle \mathbb {N} }, содержащее единицу, и вместе с каждым числом из {\displaystyle \mathbb {M} }, содержащее следующее за ним число, совпадает с множеством {\displaystyle \mathbb {N} }.

Эти аксиомы оказались проще, чем аксиомы геометрии: оказалось, что на такой, на первый взгляд, довольно скудной основе можно построить всю арифметику, а именно определить сложение, умножение и другие арифметические действия над числами, ввести отрицательные, рациональные, алгебраические, иррациональные, трансцендентные и тому подобные числа и основные правила действий с ними, хотя это может быть математически строго сделано не так быстро.
В аксиоматике Пеано содержится вся арифметика, потенциально расширяющаяся на бесконечное множество случаев, подчиняющихся арифметическим правилам, опирается на следующее убеждение математиков. Числа для них являются самостоятельными идеальными объектами и на всех уровнях математики составляют определённую иерархию строгости, основанную на степени глубины проникновения в их свойства.
Оценивая усилия, потраченные в первые десятилетия XX века на аксиоматику, выдающийся немецкий математик и философ математики Герман Вейль в сборнике работ «О философии математики» написал:
«В системе математики имеются два обнажённых пункта, в которых она, может быть, соприкасается со сферой непостижимого. Это именно принцип построения ряда натуральных чисел и понятие континуума.»
Именем Пеано назван один из астероидов.
Имя Пеано носят следующие математические объекты:
- кривая Пеано;
- производная Пеано;
- арифметика Пеано;
- формула Тейлора — Пеано;
- ряд Пеано.